# 程昌寓
程昌寓，宋朝軍事將領。
建炎三年（1129年）冬十月，兀朮率領的金兵圍困蔡州，被宋朝守臣程昌寓擊敗。
甲午，蔡州知州程昌寓放弃蔡州，率军向南撤退。
建炎四年（1130年）七月廿九己巳，程昌寓遣派将军杜湛在松滋县擒获李合戎。
紹興元年（1131年），程昌寓鎮壓楊麼軍，高宣受命打造八車戰船，以人力踏車行駛，非常便捷。